# António de Andrade
António de Andrade (n. 1580, Oleiros⁠(d), Beira Baixa Subregion⁠(d), Portugalia – d. 19 martie 1634, Goa Veche⁠(d), Regatul Portugaliei, India) a fost un preot iezuit și explorator portughez. A intrat ca frate în Societatea lui Isus (ordinul iezuit) în 1596. Din 1600 până la moartea sa, în 1634, a desfășurat activități misionare în India. Andrade a fost primul european care a traversat munții Himalaya și a ajuns în Tibet, unde a înființat o misiune catolică care a funcționat o scurtă perioadă.

## Biografie
António de Andrade s-a născut în orașul Oleiros din Portugalia. În anul 1600 a călătorit la Goa, capitala Indiei Portugheze, unde a urmat studii teologice și a fost hirotonit preot. El a fost unul dintre misionarii iezuiți de la curtea împăratului mogul Jahangir și a fost șeful misiunii iezuite din Agra. În 1624 a părăsit Agra și s-a îndreptat către Delhi, unde s-a alăturat, împreună cu fratele iezuit Manuel Marques, unui grup de pelerini hinduși care mergeau la templul din Badrinath, situat în partea de nord a actualului stat indian Uttarakhand. Confruntându-se cu mari greutăți în cursul călătoriei, ei au trecut Pasul Mana către Tibet, fiind primii europeni despre care se știe că au ajuns acolo.
Primit cu bunăvoință în Tibet de suveranul regatului tibetan vestic Guge, în capitala Tsaparang, Andrade a plecat după mai puțin de o lună pentru a obține permisiunea oficială a superiorului provincial al ordinului iezuit din Goa, pentru a strânge fonduri și pentru a găsi alți misionari dispuși să-l însoțească înapoi la Tsaparang. Andrade s-a întors în Tibet în 1625, fiind însoțit de alți misionari iezuiți. Ei au reușit să construiască o biserică și au efectuat mai multe convertiri la creștinism, cu sprijinul regelui și al altor membri ai familiei regale. Andrade s-a întors la Goa în 1629; misiunea s-a destrămat curând ca urmare a invadării regatului Guge de către războinicii din provincia Ladakh, moartea monarhului care era favorabil misionarilor și instalarea la Tsarapang a unui guvern ostil controlat de invadatorii din Ladakh. Misionarii au fost persecutați sau expulzați, creștinii tibetani au fost trimiși în provincia Ladakh și, până în 1640, misiunea, care începuse atât de promițător, s-a încheiat.
Andrade a devenit superiorul provinciei iezuite Goa în 1630, dar a renunțat la acest post în 1633, când a fost numit rector al Colegiului Sf. Paul. A fost activ, de asemenea, în această perioadă ca adjunct al inchizitorului din Goa. El a fost otrăvit pe 4 martie 1634 și a zăcut în agonie până în 19 martie. Ancheta Inchiziției cu privire la moartea sa a scos la iveală faptul că Andrade a fost ucis la colegiu de câțiva călugări iezuiți nemulțumiți, care au fost sprijiniți eventual de dușmani influenți din rândul autorităților și negustorilor din Goa. Scandalul a fost mușamalizat rapid și nimeni nu a fost acuzat vreodată pentru crimă. Cronicile iezuite ulterioare l-au descris pe Andrade ca un martir al credinței care a fost ucis din cauza zelului manifestat în calitate de funcționar al Inchiziției.
Cele două relatări extinse ale expediției lui Andrade în Tibet, scrise în 1624 și 1626, au fost publicate în portugheză la Lisabona în 1626, fiind traduse în limba spaniolă și publicate în 1628 la Segovia, publicate la Cracovia (Polonia) în același an și traduse prompt în principalele limbi europene; ele au avut un rol semnificativ în cunoașterea Tibetului de către europeni. Traducerile moderne ale cronicii expedițiilor lui Andrade în limbile italiană și franceză pot fi găsite în lucrările publicate de Toscano (1977) și Didier (2002). O traducere în engleză a scrierilor lui Andrade referitoare la Tibet a fost publicată în 2017 de Sweet și Zwilling.

## Mențiuni literare
Numele misionarului António de Andrade este menționat în romanul Orizont pierdut (1933) al lui James Hilton. Astfel, consulul britanic Hugh Conway descoperă în biblioteca lamaseriei Shangri-La din Tibet un exemplar rar al lucrării Novo Descumbrimento de grao catayo ou dos Regos de Tibet a lui Andrade, care a fost publicat în 1626 la Lisabona.

## Legături externe
- Biografie detaliată a lui de Andrade Arhivat în 30 septembrie 2018, la Wayback Machine.
- Provincia iezuită Goa a Societății lui Isus - Iezuiții din Goa
- TYBET - Wielkie Panstwo w Azyey (Tibet - o țară mare din Asia) - 1628